# Libnotes iris
Libnotes iris är en tvåvingeart som först beskrevs av Alexander 1950.  Libnotes iris ingår i släktet Libnotes och familjen småharkrankar.
Artens utbredningsområde är Laos. Inga underarter finns listade i Catalogue of Life.